# Хај Бриџ (Вашингтон)
Хај Бриџ (енгл. High Bridge) насељено је место без административног статуса у америчкој савезној држави Вашингтон.

## Демографија
По попису из 2010. године број становника је 2.994.
| Група             | 2000.    | 2010.         |
| Белци             | 0 (0,0%) | 2.672 (89,2%) |
| Афроамериканци    | 0 (0,0%) | 20 (0,7%)     |
| Азијати           | 0 (0,0%) | 55 (1,8%)     |
| Хиспаноамериканци | 0 (0,0%) | 150 (5,0%)    |
| Укупно            | 0        | 2.994         |